# Bí thư Khu ủy Khu tự trị Duy Ngô Nhĩ Tân Cương
Bí thư Khu ủy Khu tự trị Duy Ngô Nhĩ Tân Cương (tiếng Trung: 中国共产党新疆维吾尔自治区委员会书记; Hán-Việt: Trung Quốc Cộng sản Đảng Tân Cương Duy Ngô Nhĩ Tự trị khu Ủy viên hội Thư ký) hay còn gọi là Bí thư Tân Cương, là lãnh đạo Khu ủy Khu tự trị Duy Ngô Nhĩ Tân Cương của Đảng Cộng sản Trung Quốc. Vì Đảng Cộng sản Trung Quốc là đảng cầm quyền duy nhất tại Cộng hòa Nhân dân Trung Hoa, nên Bí thư là chức vụ cấp cao nhất tại Tân Cương.
Ủy ban Trung ương Đảng Cộng sản Trung Quốc chính thức bổ nhiệm chức Bí thư Khu ủy này dựa trên đề xuất của Bộ Tổ chức Trung ương Đảng Cộng sản Trung Quốc, sau đó được Bộ Chính trị và Ban Thường vụ phê duyệt. Bí thư cũng có thể được bổ nhiệm trong phiên họp toàn thể của Khu ủy Tân Cương, nhưng ứng cử viên phải giống với người được chính quyền trung ương phê duyệt. Bí thư lãnh đạo Ủy ban Thường vụ Khu ủy Tân Cương và kể từ ít nhất năm 2007, bí thư luôn là Ủy viên Bộ Chính trị Đảng Cộng sản Trung Quốc. Bí thư lãnh đạo công tác của Khu ủy và Ủy ban Thường vụ và đương nhiên là chính ủy cấp một của Binh đoàn Sản xuất và Xây dựng Tân Cương. Bí thư có cấp bậc cao hơn Chủ tịch, thường giữ chức danh Phó Bí thư và theo thông lệ là người Duy Ngô Nhĩ. Riêng chức vụ Bí thư luôn là người Hán nắm giữ.
Bí thư hiện tại là Trần Tiểu Giang, nhậm chức vào ngày 1 tháng 7 năm 2025.

## Bí thư Khu ủy
| Số | Hình ảnh | Tên gọi                      | Chữ Hán       | Nhậm chức            | Rời chức             | Tham khảo   |
| -- | -------- | ---------------------------- | ------------- | -------------------- | -------------------- | ----------- |
| 1  |          | Vương Chấn (1908–1993)       | 王震          | Tháng 10 năm 1949    | Tháng 6 năm 1952     | [ 4 ] [ 5 ] |
| 2  |          | Vương Ân Mậu (1913–2001)     | 王恩茂        | Tháng 6 năm 1952     | 1967                 | [ 5 ]       |
| 3  |          | Long Thư Kim (1910–2003)     | 龙书金        | Tháng 5 năm 1971     | Tháng 7 năm 1972     | [ 6 ] [ 5 ] |
| 4  |          | Saifuddin Azizi (1915–2003)  | 赛福鼎·艾则孜 | Tháng 7 năm 1972     | Tháng 1 năm 1978     | [ 6 ]       |
| 5  |          | Uông Phong (1910–1998)       | 汪锋          | Tháng 1 năm 1978     | Tháng 10 năm 1981    | [ 5 ]       |
| 6  |          | Vương Ân Mậu (1913–2001)     | 王恩茂        | Tháng 10 năm 1981    | Tháng 7 năm 1985     | [ 5 ]       |
| 7  |          | Tống Hán Lương (1934–2000)   | 宋汉良        | Tháng 7 năm 1985     | 24 tháng 9 năm 1994  | [ 5 ]       |
| 8  |          | Vương Nhạc Tuyền (sinh 1944) | 王乐泉        | 24 tháng 9 năm 1994  | 24 tháng 4 năm 2010  | [ 7 ] [ 5 ] |
| 9  |          | Trương Xuân Hiền (sinh 1953) | 张春贤        | 24 tháng 4 năm 2010  | 29 tháng 8 năm 2016  | [ 8 ]       |
| 10 |          | Trần Toàn Quốc (sinh 1955)   | 陈全国        | 29 tháng 8 năm 2016  | 25 tháng 12 năm 2021 | [ 9 ]       |
| 11 |          | Mã Hưng Thụy (sinh 1959)     | 马兴瑞        | 25 tháng 12 năm 2021 | Đương nhiệm          | [ 10 ]      |